# Wilner Nazaire
Wilner Nazaire (Port-au-Prince, 30 marzo 1950) è un ex calciatore haitiano, di ruolo difensore.

## Carriera

### Club
Dal 1972 al 1976 milita tra le file del Valenciennes, club con cui ottiene la promozione in massima serie al termine della stagione 1974-1975.
Nel 1976 lascia il sodalizio del Nord-Passo di Calais per trasferirsi nel Fontainebleau.
Durante il periodo di militanza con il Valenciennes, fece parte della spedizione haitiana ai Mondiali tedeschi del 1974.

### Nazionale
Ha vestito la maglia di Haiti in tredici occasioni, partecipando con la sua Nazionale ai Mondiali tedeschi del 1974, giocando due dei tre incontri disputati dalla sua Nazionale.
Il suo primo incontro in Nazionale è datato 15 aprile 1972 nella vittoria haitiana per 7-0 contro Porto Rico mentre l'ultimo lo disputò nella sconfitta dei Les Grenadiers del 9 ottobre 1977 per 4-1 contro il Messico.

## Palmarès

### Club

#### Competizioni nazionali
- Division 2: 1

Valenciennes: 1974-1975

### Nazionale
- Campionato CONCACAF: 1

Haiti 1973